# フラッシング・アベニュー駅 (INDクロスタウン線)
フラッシング・アベニュー駅（Flushing Avenue）はブルックリン区ベッドフォード＝スタイベサントとウィリアムズバーグの境界付近にあるニューヨーク市地下鉄 INDクロスタウン線の駅である。フラッシング・アベニュー、ユニオン・アベニュー、マーシー・アベニューの交差点にあり、終日G系統が停車する。

## 駅構造
| G          | 地上階                       | 出入口                                                               |
| P ホーム階 | 相対式ホーム、右側ドアが開く | 相対式ホーム、右側ドアが開く                                         |
| P ホーム階 | 北行線                       | ← コート・スクエア駅行き（ブロードウェイ駅）                         |
| P ホーム階 | 南行線                       | → チャーチ・アベニュー駅行き（マートル-ウィロビー・アベニュース駅）→ |
| P ホーム階 | 相対式ホーム、右側ドアが開く |                                                                      |

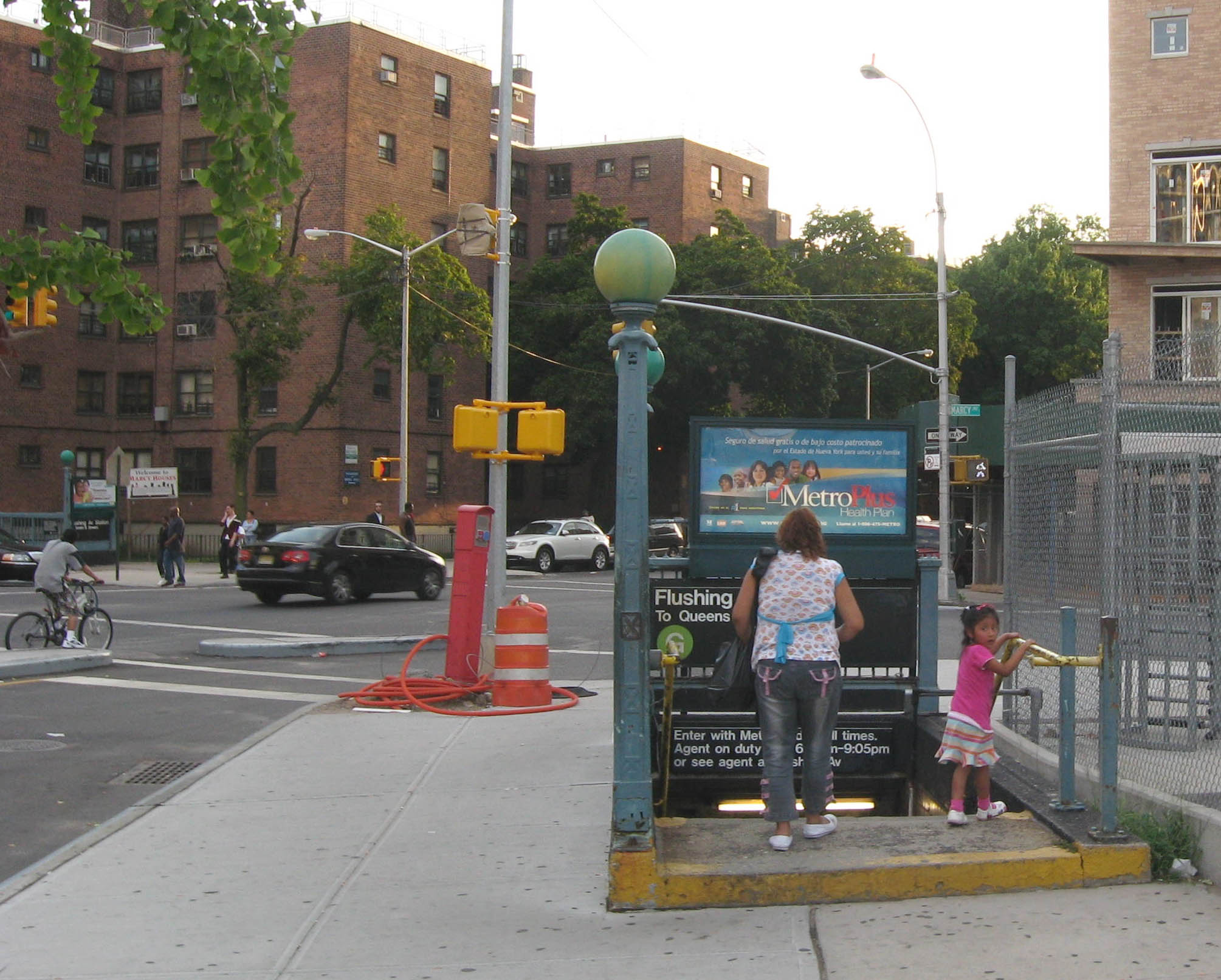
北行ホームに降りる階段

駅は1937年7月1日のクロスタウン線ナッソー・アベニュー駅 - ホイト-スカーマーホーン・ストリーツ駅間延伸に合わせて開業した相対式ホーム2面2線を有する地下駅である。ホーム壁面には濃緑色で縁取りされたライムグリーンの帯が水平に引かれており、ライムグリーンで縁取りされた濃緑色の地に白のサンセリフ体で "FLUSHING AVE." とレタリングした駅名標が取り付けられている。帯と駅名標の下には、黒地に白で駅名と方向指示を書いたタイルが取り付けられている。
2015年から2019年にかけてのMTA キャピタル・プランにより、この駅はニューヨーク市地下鉄のその他30駅と共に大規模なリニューアルが行われ最大6ヶ月間休止される予定。リニューアルでは携帯電話サービスやWi-Fi、充電場所の設置、案内標識や照明の更新などが行われる予定であった。しかし、これらのリニューアルについては資金不足のため2020年から2024年にかけてのキャピタル・プランまで延期されている。

### 出口
改札はホーム階の南端に位置しており、また南北ホームを結ぶ連絡通路はなく、いったん改札を出なければならない構造となっている。ホームには2つ改札機があり、出口専用と出入兼用のものが1つずつ設置されている。北行ホームはユニオン・アベニューとゲリー・ストリート交差点の北東へ通じる階段が接続している。南行ホーム側の改札は週末は無人となり、階段はフラッシング・アベニュー-マーシー・アベニュー交差点の南西に出る。また、以前はホーム北端にも改札があったがこちらは閉鎖された。